# Hypselosaurus
Hypselosaurus ("vysoký ještěr") byl rod titanosauridního sauropoda, jehož zástupci žili před 70 až 66 miliony lety na území dnešní Francie a Španělska. Jedná se však o poměrně málo známý taxon, některými vědci považovaný za nomen dubium (pochybné vědecké jméno).

## Popis
Byl to relativně malý sauropod – měřil na délku „pouze“ asi 12 metrů a vážil kolem 10 tun. Podle jiných odhadů byl dlouhý kolem 8 metrů a vážil "jen" asi 2 tuny, což je na poměry sauropodních dinosaurů velmi málo. Měl dlouhý krk a ocas a čtyři sloupovité nohy. Na velikém těle se možná nacházely kostěné destičky (osteodermy), které sloužily jako brnění. Mezi jeho příbuzné patřil např. rod Saltasaurus a Neuquensaurus.

## Fosilní vejce

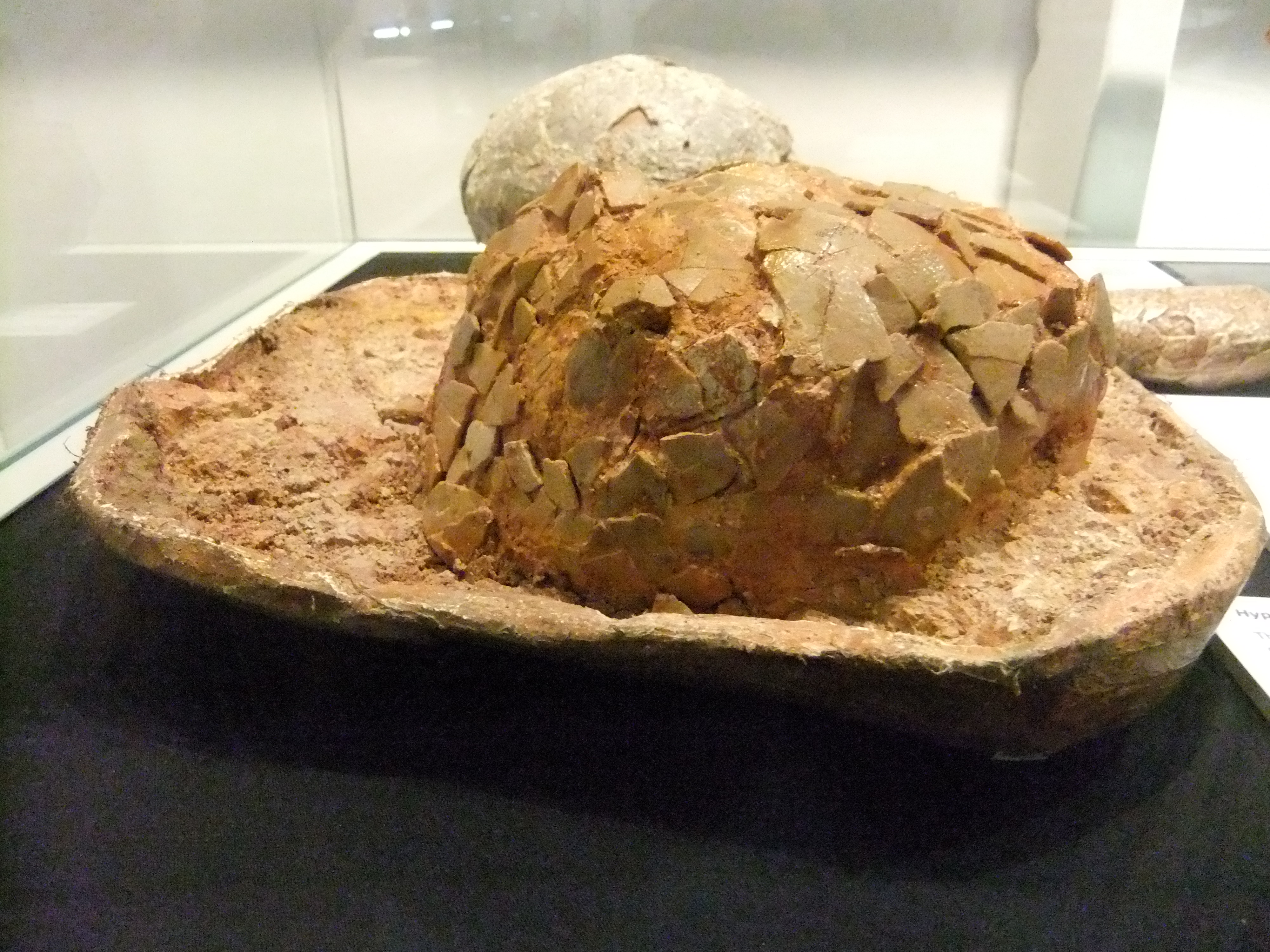
Hypselosaurus - fosilní vejce

Byla objevena také zkamenělá vejce, která měřila až kolem 30 cm v průměru. Po dlouhou dobu tak byla považována za největší známá dinosauří vejce. Není sice jisté, zda patří tomuto rodu, ale je to pravděpodobné. Byla to první fosilní vejce dinosaura, která byla v historii paleontologie nalezena. Dnes známe z fosilních lokalit, na kterých byly objeveny i fosilie hypselosaura, fosilní vajíčka titanosaurních sauropodů a také vejce zatím neznámých hadrosauroidů.

## Objev
První fosilie tohoto sauropodního dinosaura byly objeveny již roku 1846, ve stejný rok byla objevena i fosilní vejce. Je zajímavé, že ho v době objevu považovali tohoto tvora za krokodýla či jiného obřího vodního plaza. Formálně popsán byl roku 1869.

### Česká literatura
- SOCHA, Vladimír (2021). Dinosauři – rekordy a zajímavosti. Nakladatelství Kazda, Brno. ISBN 978-80-7670-033-8 (str. 110)